# قائمة الملكية حسب صافي القيمة
قائمة أغنى ملوك العالم تضم أغنى العائلات الملكية حسب صافي ثرواتهم الشخصية، باستثناء العقارات التي تملكها الحكومة والدولة أو ولي العهد، وهي مدرجة بالدولار الأمريكي لغرض المقارنة المبسطة. وبيانات القائمة ليست رسمية، بل بحسب مجلة فوربس في 2010 و2011.

## العائلات الملكية الحالية
| الترتيب | اسم                         | لقب                                     | الإقامة                  | القيمة الصافية                 | مصدر الثروة                                          |
| ------- | --------------------------- | --------------------------------------- | ------------------------ | ------------------------------ | ---------------------------------------------------- |
| 1       | ماها فاجيرالونجكورن         | ملك تايلند                              | تايلاند                  | $30.0 مليار دولار (أبريل 2011) | استثمارات .                                          |
| 2       | حسن البلقية                 | سلطان بروناي                            | بروناي                   | $20.0 مليار دولار (أبريل 2011) | الأرباح المتأتية من صناعة النفط والغاز.              |
| 3       | سلمان بن عبد العزيز آل سعود | ملك السعودية                            | السعودية                 | $18.0 مليار دولار (أبريل 2011) | الأرباح المتأتية من الصناعة النفطية.                 |
| 4       | خليفة بن زايد آل نهيان      | رئيس دولة الإمارات حاكم إمارة أبو ظبي   | الإمارات العربية المتحدة | $15.0 مليار دولار (أبريل 2011) | أرباح جهاز أبوظبي للاستثمار.                         |
| 5       | محمد بن راشد آل مكتوم       | رئيس وزراء دولة الإمارات حاكم إمارة دبي | الإمارات العربية المتحدة | $4.5 مليار دولار (أبريل 2011)  | أغلبية حصة دبي القابضة وأرباح جهاز أبوظبي للاستثمار. |
| 6       | هانز آدم الثاني             | أمير ليختنشتاين                         | ليختنشتاين               | $4.0 مليار دولار (أبريل 2011)  | مجموعة شركات في مؤسسة أمير ليختنشتاين.               |
| 7       | محمد السادس بن الحسن        | ملك المغرب                              | المغرب                   | $2.5 مليار دولار (أبريل 2011)  | استثمارات سيجير القابضة.                             |
| 8       | حمد بن خليفة آل ثاني        | أمير قطر                                | قطر                      | $2.4 مليار دولار (أبريل 2011)  | من شركات مختلفة.                                     |
| 9       | ألبير الثاني                | أمير موناكو                             | موناكو                   | $1.0 مليار دولار (أبريل 2011)  | مؤسسات مختلفة، بما فيها الكازينوهات.                 |
| 10      | آغا خان الرابع              | آغا خان وإمام الإسماعيليين ال49         | فرنسا                    | $800 مليون دولار (يوليو 2010)  | من شركات مختلفة.                                     |
| 11      | قابوس بن سعيد               | سلطان عمان                              | عُمان                     | $700 مليون دولار (يوليو 2010)  | من شركات مختلفة.                                     |
| 12      | تشارلز الثالث               | ملك الكومنولث                           | المملكة المتحدة          | $450 مليون دولار (أبريل 2011)  | من العقارات والمجوهرات وأصول أخرى.                   |
| 14      | مشعل الأحمد الجابر الصباح   | أمير الكويت                             | الكويت                   | $350 مليون دولار (يوليو 2010)  | من شركات مختلفة.                                     |
| 15      | بياتريكس                    | ملكة هولندا                             | هولندا                   | $200 مليون دولار (أبريل 2011)  | حصص في رويال داتش شل.                                |